# فاغيز خيدياتولين
فاغيز خيدياتولين ، من مواليد 3 مارس 1959 ، لاعب كرة قدم سوفيتي سابق.
لعب مع منتخب الاتحاد السوفيتي لكرة القدم.

## روابط خارجية
- فاغيز خيدياتولين على موقع الاتحاد الدولي (مؤرشف)  (الإنجليزية)
- فاغيز خيدياتولين على موقع الاتحاد الأوربي (الإنجليزية)
- فاغيز خيدياتولين على موقع قاعدة بيانات كرة القدم.إي يو (الإنجليزية)
- فاغيز خيدياتولين على موقع بيانات كرة القدم. دي إي (الألمانية)
- فاغيز خيدياتولين على موقع ناشيونال فوتبول تيمز (الإنجليزية)
- فاغيز خيدياتولين على موقع عالم كرة القدم.نت (الإنجليزية)
- فاغيز خيدياتولين على موقع كووورة
- فاغيز خيدياتولين على موقع اللجنة الأولمبية الدولية (الإنجليزية)
- فاغيز خيدياتولين على موقع أوليمبيديا (الإنجليزية)